# Momotus bahamensis
Momotus bahamensis là một loài chim trong họ Momotidae. Loài này đặc hữu ở vùng rừng Trinidad và Tobago.
Loài này có mào giữa màu đen với phần lông xanh lục bao quanh; tiếng kêu của loài này giống với tiếng kêu của cú.
Loài chim này thường ngồi yên, khó phát hiện trong môi trường rừng rậm dù có kích cỡ không nhỏ. Thức ăn của loài này là côn trùng, thằn lằn và hoa quả.